# Liste von XMPP-Server-Software
| Bezeichnung     | Betriebssystem | Lizenz            | Bemerkung                        | Sprache | Weblink                                   |
| --------------- | -------------- | ----------------- | -------------------------------- | ------- | ----------------------------------------- |
| chime           | multiplattform | GPL / kommerziell | wird nicht mehr weiterentwickelt | Java    |                                           |
| Citadel         | Linux          | GPL               |                                  | C       | www.citadel.org                           |
| CommuniGate Pro | multiplattform | kommerziell       |                                  |         | www.communigate.com                       |
| ejabberd        | multiplattform | GPL               |                                  | Erlang  | process-one.net/en/ejabberd               |
| Openfire        | multiplattform | Apache License    |                                  | Java    | www.igniterealtime.org/projects/openfire/ |
| Prosody         | multiplattform | MIT-Lizenz        |                                  | Lua     | prosody.im                                |
| psyced          | multiplattform | GPL               |                                  | LPC     | psyc.eu                                   |